# 施馬倫貝格病毒
施馬倫貝格病毒（Schmallenberg virus）最早是在2011年11月，在德國北萊茵的施馬倫貝格中發病的乳牛身上發現。繼德國之後，在2012年的2月，陸續在荷蘭、比利時、英國、法國也陸續發現此病毒。

## 生化特性
施馬倫貝格病毒是具封套，負向單股的RNA病毒，屬崩芽病毒科(Bunyaviridae family)，正崩芽病毒屬(Orthobunyavirus genus)。其生化特性與赤羽病病毒(Akabane)、Shamonda、Aino病毒相近而同隸屬於Simbu血清群。

## 物理化學抗性
此病毒可在50-60℃下30分鐘可去活性，一般的脂溶性消毒劑即可將之消滅，例如酒精、福馬林、漂白水、戊二醛等等。並且病毒顆粒在離開宿主或病媒後，也無法在外界環境中存活。

## 流行病學

### 宿主
經由病毒分離的方式，目前已確認牛、綿羊、山羊、野牛為其宿主。目前並無證據顯示人類會受到感染。
另外紅鹿、獐鹿、羊駝、摩弗倫羊則僅經由血清學發現病毒曾感染過的跡象。 

### 傳播方式
藉由蠓("Culicoides spp.")及蚊("Culicoidae spp.")等吸血節肢動物傳染。
感染的母畜則經由胎盤將病毒傳染給胎兒。

## 症狀
在感染試驗中，牛及綿羊會在1-4天的潛伏期後出現發熱以及病毒血症，感染動物的病毒血症可持續1-5天左右。
受感染的成年反芻動物可能呈不顯性感染，在病媒較活躍的季節則較容易呈現急性的症狀如:
- 發熱高於40°C
- 全身虛弱
- 厭食
- 泌乳減少
- 下痢

上述症狀多半可在數天內痊癒，通常整個畜群在2-3週的流行過後就不會再有動物出現症狀。
懷孕的牛羊感染施馬倫貝格病毒可造成畸胎及死產，主要的異常包括:
- 關節攣縮(與赤羽病引起的胎兒異常相似)
- 水腦
- 下頷過短
- 關節硬固
- 斜頸
- 脊椎側彎

## 其他
1. ↑  關節攣縮症 （页面存档备份，存于），關節攣縮症